# Ianis Kordatos
Ianis Kordatos (grec: Γιάνης Κορδάτος) (Zagora, Grècia, 1 de febrer de 1891- Atenes, 1961) va ser un historiador marxista grec que va estudiar aspectes relacionats amb la història grega antiga, romana d'Orient i moderna. Entre els seus llibres més destacats s'hi inclou una història de la literatura grega de 1453-1961 (1962), Τα τελευταία χρόνια της Βυζαντινής Αυτοκρατορίας, Ta teleftea khrónia tis Vizantinís Avtokratorias (1931), una història de la filosofia grega antiga (1946, 1975), "La comuna de Tessalònica, 1342-1349" (1975), i "El significat social de la guerra d'independència grega de 1821" (1972). Es considera el pare de la historiografia marxista grega.

## Formació
Kordatos va néixer l'1 de febrer de 1891 a Zagora. El seu pare, Alexandros, era un comerciant. Va estudiar al Liceu Greco-alemany d'Esmirna el 1907. El 1908 va estudiar al Liceu Franco-hel·lènic de Constantinoble (Istanbul). Kordatos també va estudiar Dret a la Universitat d'Atenes el 1911.

## Activitat política
A partir de 1917 va col·laborar en la publicació socialista "Rizospastis". Pioner del comunisme grec, Kordatos va ser membre del Comitè Central del Partit Socialista Laborista de Grècia (SEKE), que més tard, el 1920 s'adherí a la Tercera Internacional, es convertiria en el Partit Socialista Laborista de Grècia-Comunista (SEKE-K). Entre 1922 i 1924 va ser elegit secretari general del SEKE-K, però va passar la major part d'aquest temps a la presó. El 1924, en el seu III Congrés extraordinari, el partit va prendre el nom de Partit Comunista de Grècia (KKE). Kordatos es va retirar del partit a causa del seu desacord sobre la "Qüestió de Macedònia". La resta de la seva vida va actuat com un intel·lectual independent, adoptant sovint públicament posicions crítiques cap al Partit Comunista de Grècia. Durant l'ocupació alemanya de Grècia (1941-1944) va està involucrat en l'organització resistent Front d'Alliberament Nacional (EAM).

## Historiador
Al llarg de la seva trajectòria com historiador va publicar més de trenta llibres sobre els més diversos aspectes de la història de Grècia, tot i que el centre de tota aquesta obra és la "Gran Història de Grècia" en diversos volums. La història de Kordatos es distingeix d'altres projectes similars per raons associades tant al contingut com al mètode científic emprat. El seu projecte va ser un dels primers intents d'aplicar el materialisme històric i la metodologia científica marxista a l'àrea grega, cosa que li confereix un lloc especial. També és destacable l'amplitud del seu projecte de recerca que s'estén des dels temps homèrics i arriba fins a 1926. S'ha d'esmentar la diversitat de les fonts utilitzades, ja que la seva investigació cobreix tant el mapa grec com el mundial del seu temps i es combina amb investigacions de camp a biblioteques, arxius i fons documentals de qualsevol lloc on va poder accedir.